# ماهر یوسف باکور
ویکی‌پدیا:نظرخواهی برای حذف/ماهر یوسف باکور

نام : علی رضا 
نام خانوادگی : قریشی 
زاده : 1367
بازیکن تیم فوتسال شرکت پالایش نقت بندرعباس است که به همراه دیگر بازیکنان در مسابقات فوتسال زیر ۱۵ سال کارگری هرمزگان عنوان نایب قهرمانی را کسب کرده اند

## باشگاهی
از باشگاه‌هایی که در آن بازی کرده‌است می‌توان به باشگاه نوجوانان شرکت پالایش نفت بندر عباس  اشاره کرد.